# End All Life Productions
End All Life Productions (también conocido por sus iniciales EAL) es un sello discográfico francés que ha publicado una notable cantidad de discos de black metal desde finales de los años 90, principalmente en formato vinilo. Según su página oficial, desde principios del año 2007 todo su material es distribuido por Norma Evangelium Diaboli, otro sello también francés.

## Catálogo
| Referencia | Artista                                                | Título                                         | Fecha | Formato |
| ---------- | ------------------------------------------------------ | ---------------------------------------------- | ----- | ------- |
| EAL001     | Antaeus                                                | Rekordin 2000-I                                | 1999  | MCD     |
| EAL002     | Warloghe                                               | The First Possession                           | 1999  | LP      |
| EAL003     | Judas Iscariot                                         | Heaven in Flames                               | 1999  | LP      |
| EAL004     | Mütiilation                                            | Vampires of Black Imperial Blood               | 1999  | 2xLP    |
| EAL005     | Hirilorn                                               | Depopulate (Prelude to Apocalypse)             | 1999  | 7"      |
| EAL006     | Grand Belial's Key                                     | The Tricifixion of Swine                       | 2000  | 7"      |
| EAL007     | Atomizer                                               | The End of Forever                             | 2000  | LP      |
| EAL008     | Horna/Musta Surma                                      | Horna/Musta Surma                              | 2000  | 7" EP   |
| EAL009     | Moonblood                                              | Taste our German Steel                         | 2000  | LP      |
| EAL010     | Mütiilation                                            | New False Prophet                              | 2000  | 7"      |
| EAL011     | Primigenium                                            | All Your Tears Will Be Ours                    | 2000  | 7"      |
| EAL012     | Clandestine Blaze                                      | Night of the Unholy Flames                     | 2000  | LP      |
| EAL013     | Summum Malum                                           | 666                                            | 2000  | 10"     |
| EAL014     | Tsjuder                                                | Kill for Satan                                 | 2000  | LP      |
| EAL015     | Watain                                                 | Rabid Death's Curse                            | 2000  | LP      |
| EAL016     | Sabbat                                                 | Sabbatical Magicrypt: French Harmageddon       | 2000  | 7"      |
| EAL017     | Deathspell Omega/Moonblood                             | Demonic Vengeance/Sob A Lua Do Bode            | 2001  | LP      |
| EAL018     | Varios                                                 | Black Metal Blitzkrieg                         | 2001  | LP      |
| EAL019     | Celestia/Goatfire                                      | Darkness Enfold The Sky/Black Slaughterization | 2001  | 7"      |
| EAL020     | Eternal Majesty/Temple of Baal                         | Unholy Chants of Darkness/Faces of the Void    | 2001  | LP      |
| EAL021     | Svartsyn                                               | Bloodline/His Majesty                          | 2001  | 2xLP    |
| EAL022     | Anwyl                                                  | Totalitarian Perversity                        | 2001  | 7"      |
| EAL023     | Altar of Perversion                                    | From Dead Temples (Towards the Ast'ral Path)   | 2001  | LP+7"   |
| EAL024     | Grand Belial's Key                                     | Judeobeast Assassination                       | 2001  | LP      |
| EAL025     | Mütiilation/Deathspell Omega                           | Split                                          | 2001  | 10"     |
| EAL026     | Asmodee                                                | Aequilanx                                      | 2001  | 10"     |
| EAL027     | Mütiilation                                            | Black Millenium (Grimly Reborn)                | 2001  | LP      |
| EAL028     | Atomizer                                               | Death, Mutation, Disease, Annihilation         | 2002  | LP      |
| EAL029     | Clandestine Blaze                                      | Fist of the Northern Destroyer                 | 2002  | LP      |
| EAL030     | Antaeus                                                | Cut Your Flesh and Worship Satan               | 2002  | LP      |
| EAL031     | Musta Surma                                            | Kaiken Pyhän Raunioilla                        | 2002  | 7"      |
| EAL032     | Mütiilation                                            | Remains of a Ruined, Dead, Cursed Soul         | 2003  | LP      |
| EAL033     | Malign                                                 | Divine Facing                                  | 2003  | 10"     |
| EAL034     | Mütiilation                                            | 1992-2002: Ten Years of Depressive Destruction | 2003  | 2xLP    |
| EAL035     | Debauchery                                             | Dead Scream Symphony                           | 2003  | 10"     |
| EAL036     | Diapsiquir                                             | Lubie Satanique Depravree                      | 2003  | 2xLP    |
| EAL037     | S.V.E.S.T.                                             | Urfaust                                        | 2004  | LP      |
| EAL038     | Malicious Secrets/Antaeus                              | From the Entrails to the Dirt (Part I)         | 2005  | 7"      |
| EAL039     | Malicious Secrets/Mütiilation                          | From the Entrails to the Dirt (Part II)        | 2005  | 10"     |
| EAL040     | Malicious Secrets/Deathspell Omega                     | From the Entrails to the Dirt (Part III)       | 2005  | 12"     |
| EAL041     | S.V.E.S.T.                                             | Coagula - L'Ether du Diable                    | 2005  | CD      |
| EAL042     | S.V.E.S.T.                                             | Urfaust                                        | 2005  | CD      |
| EAL043     | Malicious Secrets/Mütiilation/Antaeus/Deathspell Omega | From the Entrails to the Dirt                  | 2005  | CD      |
| EAL044     | Diapsiquir                                             | Virus STN                                      | 2006  | 2XLP    |
| EAL045     | Blacklodge                                             | Solar Kult                                     | 2006  | 2xLP/CD |
| EAL046     | Heresi                                                 | Psalm II: Infusco Ignis                        | 2006  | LP      |
| EAL047     | Mütiilation                                            | Rattenkönig                                    | 2006  | LP      |
| EAL052     | Abigor                                                 | Fractal Possession                             | 2007  | CD/LP   |
| EAL053     | Mütiilation                                            | Sorrow Galaxies                                | 2007  | CD      |